# Správní obvod obce s rozšířenou působností Holešov
Správní obvod obce s rozšířenou působností Holešov je od 1. ledna 2003 jedním ze tří správních obvodů rozšířené působnosti obcí v okrese Kroměříž ve Zlínském kraji. Čítá 19 obcí.
Město Holešov je zároveň obcí s pověřeným obecním úřadem, přičemž oba správní obvody jsou územně totožné.

## Seznam obcí
Poznámka: Města jsou vyznačena tučně.
- Bořenovice
- Holešov
- Horní Lapač
- Jankovice
- Kostelec u Holešova
- Kurovice
- Lechotice
- Ludslavice
- Martinice
- Míškovice
- Němčice
- Pacetluky
- Prusinovice
- Přílepy
- Roštění
- Rymice
- Třebětice
- Zahnašovice
- Žeranovice

## Obyvatelstvo
| Rok  | Obyv.  | ± %    |
| ---- | ------ | ------ |
| 1869 | 15 532 | —      |
| 1880 | 16 984 | +9,3 % |
| 1890 | 18 135 | +6,8 % |
| 1900 | 19 563 | +7,9 % |
| 1910 | 21 019 | +7,4 % |

| Rok  | Obyv.  | ± %    |
| ---- | ------ | ------ |
| 1921 | 20 604 | −2 %   |
| 1930 | 21 073 | +2,3 % |
| 1950 | 19 642 | −6,8 % |
| 1961 | 21 593 | +9,9 % |
| 1970 | 20 941 | −3 %   |

| Rok  | Obyv.  | ± %    |
| ---- | ------ | ------ |
| 1980 | 21 718 | +3,7 % |
| 1991 | 21 686 | −0,1 % |
| 2001 | 21 620 | −0,3 % |
| 2011 | 21 228 | −1,8 % |
| 2021 | 21 197 | −0,1 % |